# Batea (España)
Batea es una localidad y municipio de la comunidad autónoma de Cataluña, España. Perteneciente a la provincia de Tarragona, ubicado en la comarca de la Tierra Alta, situado al oeste de esta, en el límite con Aragón, lindando con Maella, Fabara, Nonaspe y Fayón.

## Historia

### Prehistoria

#### Paleolítico
Lo paleolítico es una franja histórica de la que es muy difícil encontrar asentamientos; se cree que uno de ellos se podría encontrar en un abrigo de roca del cerro del Moro del Borrasquer, en la partida de Ben-hufets, donde se encontró un hacha hecha por el arte de la picadura, pero no se puede concretar si es una muestra de un asentamiento perteneciente al paleolítico o tan solo una herramienta abandonada por algunos habitantes de la época.
Se encontró un hacha de piedra pómez picada en el abrigo del cerro del Moro del Borrasquer. También se encontró una piedra picada que se cree que era para separar la carne de la piel de los animales, ya que no es lo suficientemente grande para ser un utensilio de caza.
En esta época, se construye la balsa del cerro del Moro del Borrasquer, de impresionantes dimensiones y profundidad -para el tiempo en que se construyó-; vale decir que está picada en la roca viva.

#### Neolítico
El poblado más llamativo es el del cerro del Moro del Borrasquer; se ha descubierto una pequeña zona que podría corresponder a dos cabañas y que presenta todos los rasgos de los poblados del paleolítico. La construcción de los muros que hacían la función de cimentación es la siguiente:
La piedra no se colocaba en el suelo como se hace hoy en día, sino que se construía con grandes losas de piedra posicionadas de forma circular; este tipo de construcción encaja en el perfil de arquitectura neolítica.
Seguían una dieta basada en la caza, tanto del jabalí, como de la liebre o la perdiz. También practicaban la recolección de fruta silvestre, por ejemplo: cerezas de pastor, moras, higos, ledones, espárragos, etc. Practicaban algo de agricultura, principalmente trigo, para crear una pasta que se horneaba y era el sustituto del pan actual. También eran ganaderos: tenían cerdos, gallinas y alguna cabra. Las murallas, las formaban las mismas cabañas y los espacios que se dejaba entre cabaña y cabaña se llenaban con tapia y, así, se formaba la muralla.

#### Yacimiento epipaleolítico al neolítico
Tossal de la Teuleria: lugar de habitación sin estructuras que ocupa la vertiente de poniente de la colina en un área hoy cubierta de bosque y de pino carrasco. Al yacimiento se le atribuye una cronología que va del 9000 al 5500 a. C., esto es, del Epipaleolítico al Neolítico antiguo. Se han descubierto piezas de sílex de color gris oscuro con craquelados de superficie.

#### Edad de los Metales
De la Edad de los Metales, en según qué poblados, podemos encontrar restos de escoria, que es el material sobrante de la fundición del hierro; aparecen nuevos poblados, como el cerro del Moro de Pinyeres, el poblado de Algars (donde, actualmente, se encuentra el castillo y la capilla) y el poblado de Pinyeres; nos estamos refiriendo a los siglos VII, VI y V a. C. La única diferencia notable, en cuanto a arquitectura, es que se cambia el modelo de construcción de las cabañas: ahora pasan a ser de planta rectangular, las piedras de la base se aprietan horizontalmente, porque así tiene una mejor estabilidad; las partes exteriores de las casas forman la muralla, que sigue siendo de tapia.
Otro cambio a mencionar es que empiezan a cultivar el olivo y aumentan los campos de cultivo y los rebaños. La novedad impuesta es que, al tener los metales, pueden producir mejores herramientas y armas; esto mejora los cultivos y la cacería.

#### Iberos
No se sabe exactamente la fecha exacta en la que los pobladores de nuestro pueblo pasan a ser íberos, pero se cree que fue, aproximadamente, hacia el V a. C. Los íberos introdujeron nuevos utensilios, desarrollaron armas muy temidas, como puede ser la famosa falcata ibera; empezaron a producir cerámica ya cocerla en hornos, algo que no se había hecho hasta el momento; esto mejoró su resistencia.
En ámbitos arquitectónicos, se desarrollan mejoras notables:
Los cimientos siguen siendo los mismos, pero la pared que da al exterior del poblado es más gruesa y está entrelazada con las cabañas de al lado, lo que hace mejorar su resistencia. En algunos poblados, como el cerro del Moro del Borrasquer, la muralla es toda de piedra; en cambio, en el cerro del Moro de Pinyeres, era de tapia quemada, que es una nueva mejora; después de poner la tapia, se quemaba, y esto hacía que se endureciera y se conserven hasta hoy unos cinco centímetros de tapia por encima de los cimientos.
Se cree que estaban muy arraigados a la religión; creían en el culto solar, lunar y en las fuerzas de la naturaleza.
Otra innovación es la mezcla de cal en la cerámica; esto le daba más dureza. También se sabe que mantenían comercio con otras civilizaciones; se cree que los comerciantes podían subir por el río Algars, ya que en el poblado del cerro del Moro de Pinyeres se encontró un escarbo y cerámica de origen cartaginés.
Habían ampliado los campos de cultivo y habían surgido grandes poblados, como el del cerro del Moro del Borrasquer, de 5.000 metros cuadrados de superficie habitada. También se había levantado un poblado en la zona del castillo de Algars, del que no quedan restos, porque posteriormente fue derruido por los romanos. Se sabe que era importante por la gran cantidad de restos de cerámica hallados.
Otro aspecto de los restos íberos de Batea son los entierros tubulares del camino de Caseres. El complejo está formado por tres túmulos funerarios.
Un túmulo funerario tiene la siguiente estructura:
- n.º 1: representa las urnas funerarias dentro de su cámara.
- n.º 2: representa cuatro losas de piedra situadas verticalmente o "derechas"; resguardan las urnas de ladrones, animales y condiciones atmosféricas; hay que añadir que encima se ponía una gran losa de piedra.
- n.º 3: representa rocas que se agolpan sobre la cámara.
- n.º 4: representa la arena que se ponía sobre el túmulo y aislaba la zona del interior.

Se calcula que existen varios túmulos aparte de los del camino de Caseres. Los más famosos son la necrópolis del cerro del Moro en Gandesa, pero no menos importantes son los del camino de Caseres; simplemente, son desconocidos por la población.

### La Época de los Romanos

#### La romanización
Los romanos llegaron a Batea por la vía del Ebro que, por aquel entonces, era navegable. Respecto al comercio interior, exportaron trigo, aceite y vino gran comercio mucho paso de personas. Primero Tarraco de aquí comienza la colonización. La República Romana fue establecida en 509 a. C., estableciendo un sistema de magistrados electos anualmente. Los más importantes eran los dos consuelos, que ejercían la autoridad ejecutiva el mando militar. Sin embargo, los cónsules debían contener con el Senado, originalmente un consejo de la nobleza (los patricios), que crecería en tamaño y poder con el tiempo. Originalmente, sólo los patricios podían ser magistrados pero después se permitió la entrada del pueblo común, o los plebeyos. Los romanos sometieron gradualmente a los demás pueblos de la península italiana, incluyendo los etruscos. Los romanos aseguraron sus conquistas fundando colonias en áreas estratégicas y estableciendo un control estable de las regiones. Durante la segunda mitad del siglo III a. C., Roma se enfrentó con Cartago en la primera de las Guerras Púnicas. Estas guerras permitieron la conquista de los primeros territorios fuera de la península italiana, Sicilia e Iberia, consolidando a Roma como potencia imperial. Tras la derrota del Reino de Macedonia y del imperio Seléucida en el siglo II a. C., los romanos se convirtieron en el pueblo dominante del mar Mediterráneo. Sin embargo, el poder en el exterior llevó a las disputas interiores. Los senadores se enriquecieron a costa de las provincias, pero los soldados, mayoritariamente campesinos, se encontraban lejos de sus hogares y no podían trabajar la tierra; aumentó el número de esclavos extranjeros. Los restos de la guerra, el mercantilismo con las nuevas provincias, y los impuestos sobre la agricultura produjeron una nueva oportunidad de riqueza para las clases bajas, formando una nueva clase de comerciantes: la orden ecuestre. Aunque los ecuestres tenían muchos recursos, todavía eran considerados miembros de la clase baja, los plebeyos, y por tanto, no podían acceder al poder político.

#### Yacimientos Romanos
La Vía romana, que en algunos tramos se encuentra en muy buen estado, fue descubierta casualmente en 1996 por una excursión del patronato Pro Batea que inspeccionaba los alrededores del Pueblo. El tramo que mejor se conserva está situado al norte del Valle Mayor, el tramo de vía documentado corresponde a unos 3 km de calzada empedrada con características propias de las viae publicae con summum dorsum. Esta calzada empedrada —que avanza en línea recta en tramos amplios, evita cuando puede las zonas inundables y accede a los Collets en zigzag— describe un trazado orientado en sentido norte-sur, que discurre sobre ligeras elevaciones (<400 m) y atraviesa tres barrancos de carácter torrencial. En los lugares donde la geomorfología del terreno lo permite, el trazado es recto con repentinos cambios de dirección, mientras que en otras secciones del tramo, el trazado bordea las vertientes aprovechando los afloramientos de roca natural, una vez rebajados y nivelados. Si se confirma la romanidad del trazado, estaremos frente a una de las vías secundarias que enlazarían transversalmente la vía Augusta litoral y la vía Augusta interior, es decir, las importantes ciudades ubicadas en el curso medio y bajo del Ebro.
Esta vía secundaria seguiría las rutas de comunicación natural, recorriendo los valles de los ríos y las llanuras y buscando los pasos de ríos y puerto de tráfico más llano. No describe el trazado más corto entre Ilerda y Dertosa, pero quizás sería la más cómoda considerando las características del terreno, las conexiones con otras vías y, muy especialmente, la accesibilidad a los embarcaderos fluviales para carga y descarga de mercancías a lo largo de una vía comercial de primer orden como fue el río Ebro.
La villa romana de la Ereta, es una villa romana, en la que se realizó una tarea arqueológica de desbroce y de arreglo de la villa. Situada en la orilla izquierda del río Algars domina las tierras de la orilla izquierda, se cree que en tiempos antiguos haría la función de productora de vino, ya que se han encontrado restos de silos, que eran fabricados de cerámica y se enterraban dejando en la superficie unos 40 centímetros, en el interior de éstas se introducía el mosto para que fermentara. Según los restos hallados se deduce que pertenece al siglo II a. C., esto demuestra que fue la primera villa productora de vino de toda la Terra Alta. Sorprende la enorme extensión del yacimiento, ya que como cabe pensar, no sólo producía vino, sino que debía producir todos los víveres necesarios para la vida en la villa, también necesitaba un horno para el pan, otro para la cerámica, caballerizas y habitaciones. Llama la atención la doblaria de los muros que dan al exterior, un metro aproximadamente. Se cree que puede ser un mecanismo defensivo.
En el castillo de Algars hay restos romanos en la base y también tiene un par de contrafuertes de la época. La piedra no es de río, sino que es roca dorada, típica de los romanos, no se sabe si fue extraída del término municipal o es importada.

### La época Visigótica
Esta etapa, de la que no hay apenas información, duró desde el año 586 al año 725. Los visigodos o vasos del oeste eran un pueblo germánico originario de Escandinava que emigraron hacia el sur y se establecieron en diferentes partes de Europa. En el siglo III tuvieron el primer contacto con los romanos a los que asediaron hasta la caída de su imperio. Durante este tiempo se dividieron en dos ramas los vasos del oeste o Visigodos y los vasos del este y los vasos del este u ostrogodos. Los primeros se asentaron en la península ibérica y los segundos en la península itálica.
Por lo que se refiere a Batea se sabe que en esta época no era una población muy importante que dependía de Tarragona. Los bateanos apenas lo notaron, fue una continuación de la época anterior. La gente seguía viviendo de la agricultura y la ganadería y utilizó más los intercambios de objetos y alimentos que la moneda, aunque se han encontrado pruebas que fue utilizada. Para la sociedad bateana y para toda la península, el dominio visigótico supuso un retroceso respecto al imperio romano, del que se tardó 1000 años en poder salir. Este retroceso se dio en todos los ámbitos tanto a nivel económico, social, político, cultural y demográfico. La vida tanto en Batea como en toda Europa era muy difícil y la gente debía espabilarse para poder subsistir. Respecto a las fuentes que hablan de la vida de aquellos tiempos puede decirse que son mínimas y por eso es tan difícil explicar la situación de Batea. La dominación visigótica se acaba en el año 725 cuando el imperio árabe conquista el reino visigodo y Batea pasa a formar parte del mismo.

### Al-ándalus
En el año 711, los árabes entran con relativa facilidad en la península ibérica que hasta entonces era de los visigodos y ésta pasa a llamarse al-Ándalus. Los árabes eran un pueblo semita procedente de la actual Arabia Saudí que en el siglo VII adoptaron la religión islámica y empezaron a forjar un imperio que comprendió Persia, Oriente Próximo, el Norte de África y la península ibérica. En Batea se establecieron del siglo VIII al siglo XII años hasta que fueron expulsados por Ramón Berenguer IV. Se conservan muy pocos testimonios escritos aunque dejaron una fuerte impronta. Los árabes eran un pueblo bastante avanzado y aportaron nuevos inventos y productos que fueron de gran utilidad para el pueblo y para todo al-Ándalus, como por ejemplo la numeración arábiga, la caña de azúcar, etc. Durante esta etapa, Batea formó parte primero del emirato de Cordovà que duró del 773 al 929, entonces del califato de Cordovà hasta 1031 después el Califat de Cordovà se dividió en pequeños reinos llamados Taifas y es cuando pasa a ser de la Taifa de Zaragoza. El tiempo que fue de la Taifa de Zaragoza fue continuamente amenazada por el condado cristiano de Barcelona, en lo que se conoce como la reconquista, que es la recuperación de los territorios perdidos a manos de los musulmanes por los reinos cristianos del norte. Eran un pueblo relativamente tolerante en cuanto a la religión, puesto que dejaban libertad de practicar la religión que se quisiera. Así en la Batea islámica podía encontrarse tanto cristianos como musulmanes conviviendo entre ellos.
En cuanto a los restos que dejó esta civilización en el pueblo no se ha encontrado ningún documento escrito pero sí cerámica hecha por ellos la que se halló detrás de lo que es ahora la iglesia parroquial del pueblo. También dejaron construcciones como el castillo de Algars que todavía se conserva y el de Batea actualmente derruido, esto se sabe porque cuando llegaron los cristianos ya estaba allí. Culturalmente también dejaron su huella; la podemos encontrar en la gastronomía, sobre todo en las pastas típicas del pueblo (panadones, redotes, mantecados, tortas de las aceitunas, torta en miel, etc.) que provienen de la gastronomía árabe y en los topónimos referidos a lugares del término como por ejemplo: el río Algars, la partida del Bennufets, la partida de los Massalocans, etc. todas palabras procedentes de la lengua árabe.

### La Época Medieval
Ramón Berenguer IV conquista las tierras del municipio.
Transcurridos cuatro siglos y medio de presencia y dominación árabe en las tierras del Ebro, habían fracasado repetidos intentos de hacer claudicar las fortalezas de Lleida y Tortosa. Entre los intentos fallidos, cabe mencionar los ataques que el rey Alfonso el Batallador, desde Aragón y seguido por aragoneses, hacía a los musulmanes del valle del Ebro durante el siglo XII, cabe decir que con más arrebato que sensatez. Cuando ya se acercaba la mitad del siglo XII, el territorio más meridional de la actual Cataluña era casi la única parte que todavía no había sido conquistada, junto con los términos y villas de la sierra de Prades, los de las cercanías del Montsant y la ciudad de Lleida.
La gestación de la población se produce cuando después de una breve ocupación aragonesa entre 1132 y 1133, Ramón Berenguer IV conquista la ribera catalana del Ebro hasta los ríos Algars y Matarranya cuando ocupa Tortosa en 1148, y en 1149 de camino hacia Lleida ocupa la zona entre Xerta, Gandesa, y La Pobla hasta Faió, en 1152 se ocupa Miravet; y entre 1157 y 1162 se ocupa Horta. Se mantiene una comunidad de musulmanes en la ribera del Ebro, pero quienes vivían en la actual Terra Alta son expulsados, huyen a Aragón, o realojados en la ribera. En 1153, Miravet comprende los castillos, villas y términos de Benissanet, Gandesa, Corbera, Algars, Batea, El Pinell y Rasquera. En 1181 el conde otorga dos cartas de población con el deber de custodiar y repoblar sus términos, una a un grupo de pobladores según los fueros de Zaragoza; y otra al caballero Bernat Granell y los suyos con los fueros de Barcelona, y la Orden del Temple confirma los términos de Miravet con Batea hasta el río Algars. En 1187 la Orden adquiere a Bernat Granell los derechos que tiene sobre Batea y Algars. Batea en 1205 recibe una nueva Carta de población del Templo.
El marco histórico y artístico del casco antiguo de la villa con un trazado medieval vestidos de arcos, porches y sillares lo hace el escenario ideal para revivir en fuerza y autenticidad este mercado. Los artesanos de fuera y del pueblo nos muestran el trabajo en vivo después de los años. La carta de donación y población de Algars, cuyo original pergamino, habiéndose perdido, ya no ha llegado hasta nosotros, fue otorgada por el preceptor de Miravet Pere de Tous, cumpliendo la voluntad y el orden de los maestros del Templo. Este documento fue justo el año antes de la muerte del Gran Maestro. Y una vez más la concesión se hace habiendo precedido el consejo y el acuerdo de los frailes templarios de la Alcaldía de Miravet; los nombres de algunos constan de forma explícita.

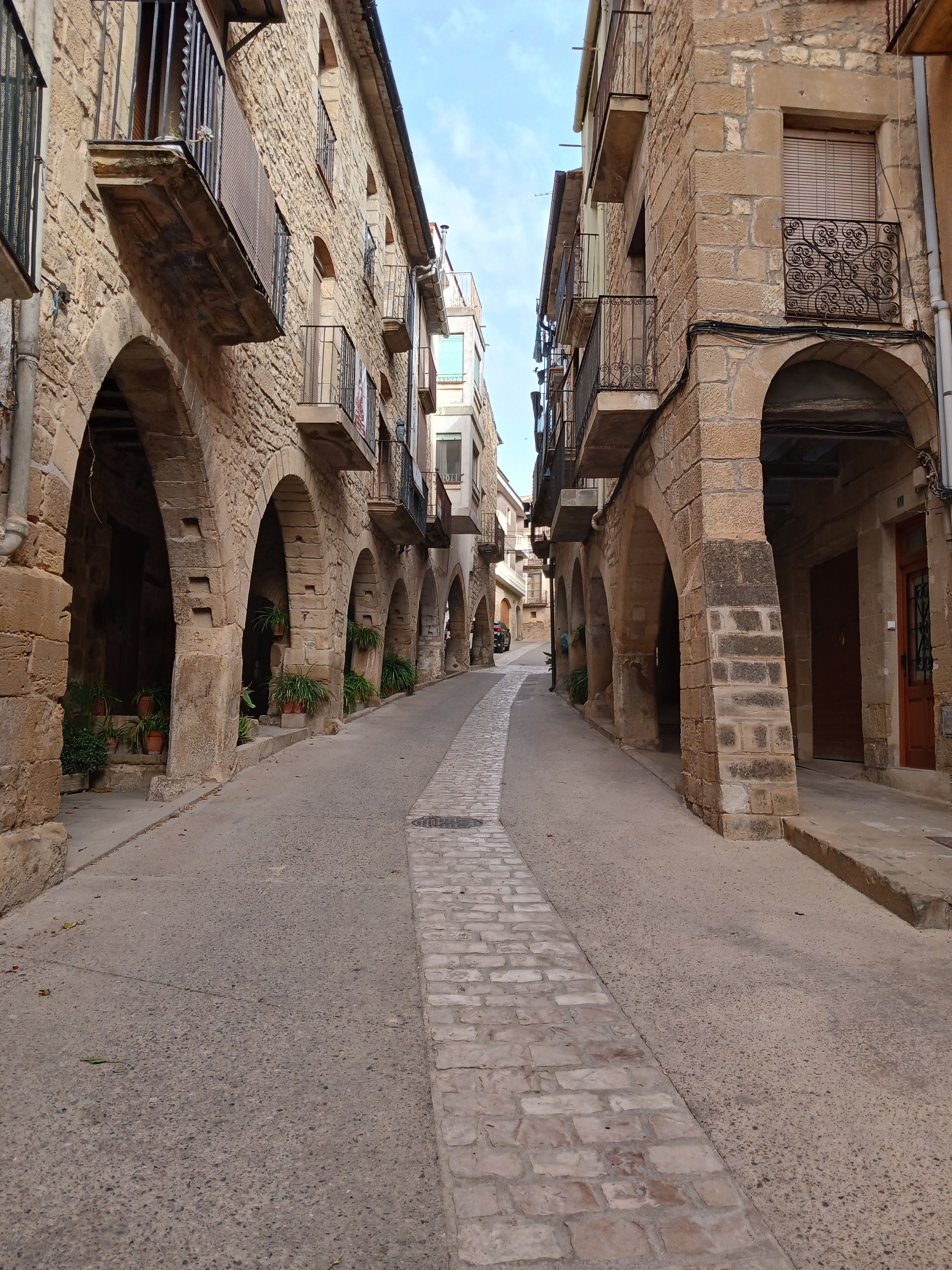
Calle Mayor de Batea. Se pueden apreciar los porches medievales.

### La Edad Moderna
La Edad Moderna fue para Batea una de las peores épocas refiriéndose a la prosperidad tanto económica como demográfica; se pueden destacar dos siglos de estancamiento económico (XVI-XVII) además de una fuerte guerra (La Guerra de los Segadores) que se vivió muy de cerca en la población, causando cientos de muertes y una crisis de posguerra importante. También cabe destacar el enderezamiento económico del siglo XVIII y los nuevos cambios sociales de la Edad Moderna.

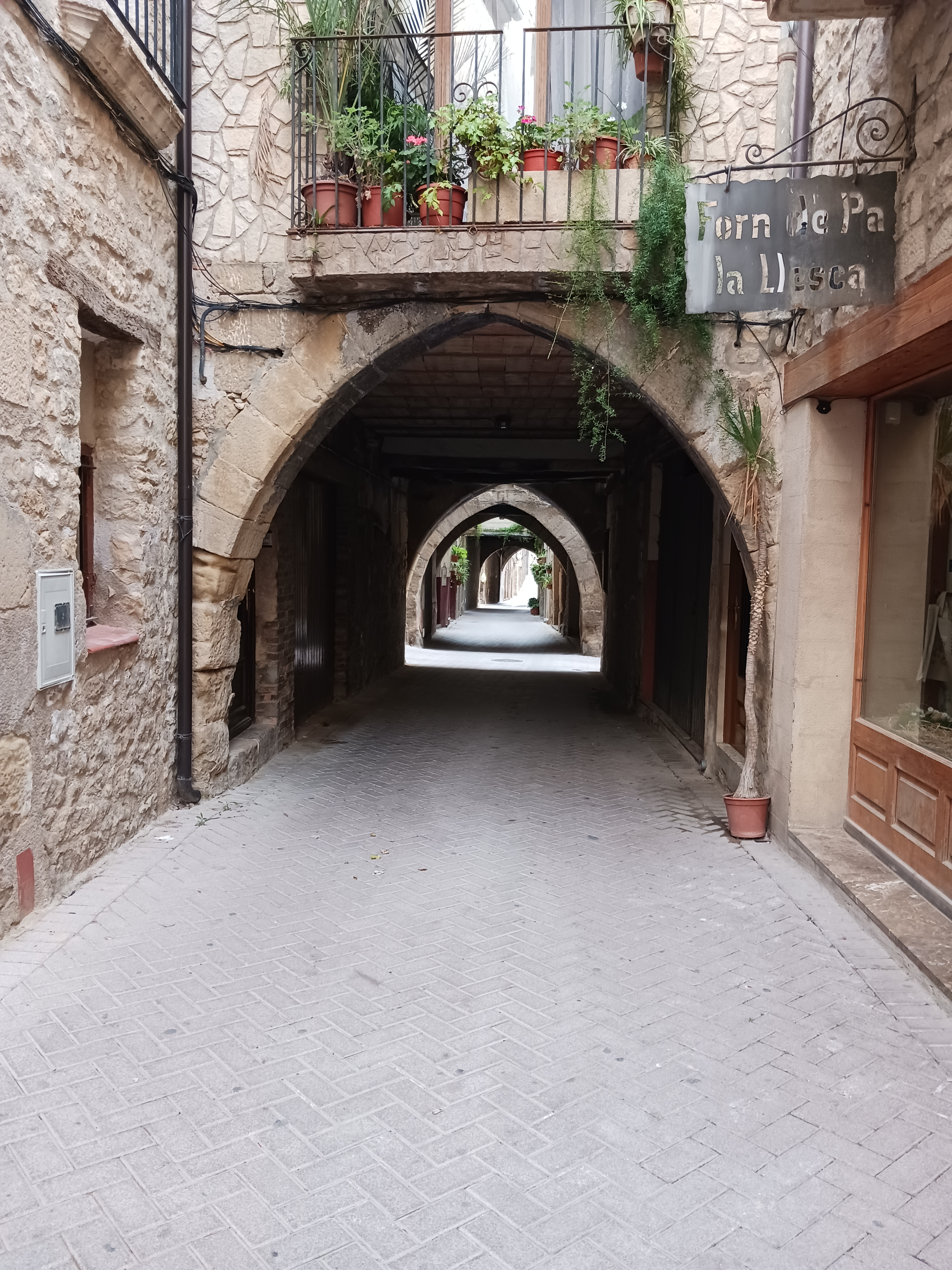
Calle del Centro de Batea. Se puede apreciar un arco medieval.

El siglo XVI fue un siglo de cambios tanto políticos y económicos como sociales importantes. En la población se oyó hablar del absolutismo monárquico, la nueva forma de regir en toda Europa, pero como es normal en el transcurso de la historia de Batea en vano está bastante apartado en cuanto a sus bases. La nueva época también llevó a formar parte de la castellanía de Amposta, en manos de los hospitalarios. Se notó un crecimiento económico y geográfico relativamente importante, por el fortalecimiento de la economía Española le tocó de rebote los aranceles al comercio intercontinental. Ya hablando del siglo XVII, pasada la guerra de los Treinta Años y la época de crecimiento en Batea la Guerra de los segadores marca un antes y un después en el municipio.

#### La Guerra de los segadores
El municipio al estar situado en muchos momentos en el frente de batalla, siempre entre los dos bandos, sirvió de bisagra en el transcurso de la guerra; situada en una de las zonas más expuestas durante toda la guerra, ya que estaba cerca de la línea fronteriza con Aragón y el Reino de Valencia, que se mantuvo fiel a Felipe IV y que, por tanto, se convirtió en una de las bases para atacar a la Cataluña rebelde. Batea estuvo bajo la influencia francesa desde 1640 (invasión de Lleida y Tarragona por parte francesa) y ya se empezó a vivir la guerra desde esos momentos.
El momento en que Batea vive de más cerca la guerra fue en enero de 1642 cuando sabiendo de la llegada de los hombres de Hinojosa con dirección a Flix una Batea amurallada fue más fortificada y reforzada para recibir el ataque. Una de las ampliaciones fue una torre añadida a la iglesia del pueblo (ampliación Torre de defensa por la parte más débil) donde dentro también se hicieron silos ("silos") para poder resguardarse a la gente. Batea recibió la ayuda de soldados franceses además de otras tropas de la Generalitat de Catalunya. Las tropas del comandante Hinojosa, por el paso del valle de Batea encontró una fuerte resistencia; fueron 4 días de resistencia, en los que los 6.000 hombres asediaron la ciudad y la atacaron durante día y noche. Después de estos cuatro días de lucha, los soldados entraron en la Vila Closa y en la iglesia. La población fue saqueada y quemada, todos los hombres supervivientes de la batalla que quedaban en el pueblo fueron pasados por gabinete y violadas todas las mujeres. Así lo narra un ilustrísimo bateano, el doctor en teología y párroco de Gandesa, Onofre Català. Cuenta también la historia que de este momento es de donde proviene la historia de la Virgen del Portal, así dice: En aquellos momentos de decapitación de la gente en la iglesia del pueblo, la gente salió en manada, sorteando a los hombres del comandante Hinojosa y refugiándose la capilla de la Virgen del Portal. Allí se apuntalaron y reforzaron la capilla. Hacía días que los soldados avisaban al comandante de que los caballos tenían temor y que ocurrían ciertos hechos extraños en el ejército. Sin responder a estos avisos, un Hinojosa enojado respondió con dos hachazos en la puerta de la capilla y fue en ese momento donde se cuenta que le apareció la Virgen del Portal, que dejó ciego al dirigente diciéndole que si no se iba, sería ciego de por vida; así las tropas huyeron del pueblo y siguieron con su camino hacia Flix, y los supervivientes de la matanza pudieron salvarse en la capilla. Cierta o no la historia, éste fue uno de los hechos que influyó más negativamente en la historia del pueblo; se contabilizaron unos 400 muertos, incluso 40 personas de otros pueblos (Caseres, Vilalba y Pinyeres); las consecuencias psicológicas y materiales fueron importantes, dejó a la población en un estado pésimo, del que costó muchos años recuperarse. Además se notaron las consecuencias finales de la guerra: la prohibición del catalán y el mantenimiento de las tropas francesas en la zona. La ilustración muestra la revolución del campesinado por el descontento de la nueva forma de sociedad y preparándose para las armas.

#### Crisis posguerra
La crisis después de la guerra coincidió con el crecimiento económico y demográfico que se vivió en el siglo XVIII, las consecuencias de la guerra ya nombradas fueron fatales pero aun así la bonanza económica del siglo XVIII permitió un rápido desarrollo. Uno de los hechos que corrobora este crecimiento es la creación de la escuela en 1797. Una escuela de caridad creada desde la Granja de San IldeFonso (Madrid) y que sirvió de ejemplo para crear muchas otras escuelas de la zona por su importancia y calidad tanto de diseño como de rendimiento. Este hecho marca también uno de los hechos más positivos, sino el que más de la población que recibe una infraestructura de mucho valor para la época y que permite una mejora en la educación y calidad de vida. Todo ello conllevó la confirmación de la mejora en la sociedad bateana y provocó una evolución demográfica y del nivel de vida en los siguientes siglos.

### SigloXIX
En el siglo XIX se produce en Batea un claro aumento demográfico y un crecimiento urbano que sale fuera de las murallas, ensanchándose sobre todo por el llano de los corrales (la actual Plaça Catalunya) y crecen por el arrabal de Tortosa (actualmente, 'avenida Terra Alta). La economía local, a partir del último tercio del siglo XVIII, da un paso adelante. Así lo demuestran la construcción de la iglesia parroquial y la construcción del calvario, con sus capillas hechas por familias acomodadas de la villa. Todo esto queda detenido por la guerra del Francés. La guerra del Francés no incide demasiado directamente en la villa, salvo hechos puntuales como asaltos de convoyes. Uno muy nombrado fue en el camino viejo entre Batea y Gandesa, allí fue saqueado un convoy de 200 animales de carga. Después de la guerra del Francés y durante varios años la economía y la población quedaron estancadas. En el segundo decenio del siglo XIX, poco a poco se rehace la villa.
Al poco tiempo de la muerte de Fernando VII, comienzan las llamadas guerras carlistas. La guerra carlista que más afecta a Batea es la primera. Tras el nombramiento de la reina Isabel obtiene el acta de diputado a cortes un bateano notable llamado Joaquim Alcorisa. Es un personaje liberal con las ideas claras de lo que quizá modernizar Batea. Como ejemplos podríamos meter un par:
- Hace una escuela pionera en Cataluña inspirada en la de San Ildefonso de Madrid (ahora famosa por sus niños cantores de la lotería), una escuela pública para niños y niñas que dependía de Ca la Vila.
- Lleva o haga llevar una canalización de agua del valle Mayor, de unos cuatro kilómetros (obra muy importante si contamos los medios técnicos de la época), poniendo unas cuantas fuentes pequeñas repartidas por el pueblo y una gran fuente a lo que es ahora la plaza de la Botera. Todo esto se acaba en 1833, cuando comienza la primera guerra carlista. En 1833 hay pocos movimientos bélicos por la zona pero los aldeanos comienzan a tomar partido por los dos bandos enfrentados. Batea comienza la guerra siendo una villa liberal y durante el primer año de la guerra apenas hay hechos destacables. Que Batea es una villa liberal lo demuestra que el 3 de enero de 1834 la partida carlista de Pere Valls con una guerrilla de 40 hombres y 10 caballos atacaba Batea. Enterada la milicia bateana se reunió en la plaza de la fuente y se enfrentaba a los carlistas en la bayoneta, de resultas de la bronca la cabeza carlista Pere Valls quedó gravemente herido, y murió poco después. Al inicio de la primavera del año 1835 la cabeza carlista de las tierras del Ebro llamado Carnicero junto con Vallès y Cabrera reúnen una fuerza considerable en las comarcas vecinas de Aragón, que contaba con unos 1.500 hombres y 200 caballos y su primer objetivo es conquistar Batea. Lo ataca el 5 de abril de 1834, Batea es defendida por la milicia local y una pequeña fuerza del ejército isabelino. Después de la primera acometida, Carnicero piensa que le costará demasiado tiempo conquistarla, la deja y continua su camino hacia Mora. Batea sigue siendo liberal hasta septiembre de 1835, ya que después de reiterados ataques cae en poder de los carlistas. Aquellos ataques comportaron una cantidad considerable de pérdidas humanas y la destrucción de una parte importante del pueblo (en 1837 el diputado en Corts, Joaquim Alcorisa propone una propuesta de indemnización por las pérdidas que aquella población había experimentado hasta ese momento al igual que se había hecho en el caso de Bilbao). Esto obliga a que una gran cantidad de familias liberales que pudieron escapar del ataque se refugiaran en la plaza fuerte de Gandesa donde prácticamente se estarían hasta el final de la guerra. Como resumen de la guerra podemos decir que la situación de los pueblos del Ebro entre ellos Batea era lamentable, no sólo desde el punto de vista humano (muertos, rasgados, exiliados, prisioneros, etc.) sino también económico y administrativo. Esta primera guerra carlista ya mete los fundamentos en la sociedad de lo que serán las otras dos guerras carlistas y la más lejana guerra civil del 36. La sociedad aldeana queda muy partida, quedan muy diferenciadas las posiciones ideológicas y es una fractura social que se arrastrará hasta hasta finales del siglo XX. A partir de esta guerra y hasta los años 40 del siglo XX serán normales los fusilamientos, los encarcelamientos, los exilios, y todo en gente de nuestra villa. Las otras dos guerras no afectaron tan directamente a la población y durante la segunda mitad del siglo XIX el pueblo fue creciendo. La demografía fue aumentando en altibajos y durante el último tercio del siglo empezó uno que se generalizó durante el siglo XX, la migración. Las primeras migraciones importantes se deben a razones políticas y suelen ir siempre encaminadas hacia Barcelona. A partir de los últimos años del siglo XIX ya no son tan políticas, sino que son más por estos tres motivos que se exponen a continuación.
- Los años de secano: las sequías en la Terra Alta son cíclicas y cuando se cogía una seca de tres o cuatro años obligaba a mucha gente a irse. Batea en el siglo XIX, a diferencia de otros pueblos de la comarca, basa su economía con el cultivo del olivo, aparte del cereal y el viñedo que son complementarios, el aceite es la base de la economía local y lo demuestran la gran cantidad de molinos de aceite que había (hasta doce). Esto puede dar una idea de lo que puede representar tres años de no cosechar aceitunas.
- La industrialización en las zonas urbanas y la consiguiente demanda de mano de obra en un medio rural donde hay bastantes nacimientos, territorio mal repartido y una esperanza de vida que lentamente va subiendo.
- Para aumentar la calidad de vida. En aquellos tiempos e incluso hace cincuenta años, las condiciones de los pueblos hacia las ciudades cambiaban mucho (sanidad, alumbramiento, transportes, agua corriente, etc. cambiaban mucho). Todo esto hace que una parte de la población que no tenga problemas económicos en el pueblo también decida ir a ciudad.

Finalmente, como resumen del siglo XIX, se podría hablar de que empieza a acercarse a la modernidad, pero dejó un lastre muy pesado: una sociedad fracturada, que llegará a su máxima expresión cuando estalló la guerra civil española.

### SigloXX
El siglo XX en Batea cobra especial importancia para que el pueblo acabe siendo como es actualmente, los hechos que más destacan son la "pequeña revolución industrial de Batea", ya que cuenta con la industria del sulfuro, que fabrica alcohol, también cobran importancia los molinos y la cooperativa agrícola, hay que tener en cuenta que antiguamente el cultivo que predominaba en la zona era el cultivo del olivo. Posteriormente, se pasa a la viña y aparecen diferentes bodegas, por supuesto antes también las había.
El crecimiento económico del pueblo viene lastrado por las sequías. La Terra Alta es una zona apartada del mar y rodeada de montañas lo que dificulta las precipitaciones, y redunda en la baja productividad del olivo, los viñedos etc. La persistencia de las sequías movieron a los lugareños a sacar en procesión a la Virgen del Portal para que favoreciera la lluvia allá por 1925.
Todo esto explica que las gentes de Batea emigren. Lo mismo puede decirse de Maella, Fabara, Piñeres y Algars. En el año 1982, por la sequía extrema hubo que traer camiones cisterna con agua del río Algars para abastecer a la población de Batea.
Las Fassines: como se ha mencionado antes, en 1910 se instaura la moda de hacer destilerías de aguardiente, ya que para evitar la filoxera se planta vid americana, que es ideal para la producción de aguardiente, en Batea las destilerías son más conocidas como "fassines", las más famosas:
- Fassina de Fracanes, que estaba situada en la calle Algars núm. 19: tenían una olla para que cada familia hiciera su producción para consumo propio. Se producía anís, mistela, ratafina, etc.
- Fassina del Pájaro, calle del Sol núm. 23, empezó a producir en 1906.
- Fassina del Cerer, av. Terra Alta núm. 20: producían cera, jabón, aguardiente y más recientemente vino.
- Fassina del Sindicato Católigo Agrícola es la más moderna, construida en 1916 al pie de la carretera de Maella y en la confluencia con el valle del Pi. Era más conocida como "Sulfuro", y en 1921 sufre un gran incendio, que por suerte sólo produce desperfectos materiales; en 1936 es intervenida por el estado, y en 1944 vuelve a la normalidad hasta 1985.

Otro tipo de asociación que surge en 1919 es la banda Santa Cecília.
Los cafés: lo que impresiona es el gran número de cafés del siglo pasado: 15 cafés, mientras que en la actualidad tan solo hay 8. A continuación se llaman los cafés del siglo pasado:
- Café del Chato
- Café de la Barraca
- Café de las Camelias
- Café de Vilanova
- Café del Centro Católico
- Café de Vallespí (Barrabás)
- Café de Garbanto
- Café del centro republicano
- Café del Moliner
- Café del Sastre y La Romiguera
- Café del Murciano
- Café de Anton, donde todavía hoy se puede ir a tomar un café
- Café de la tía Adela
- Casa la Macarena
- Casa la Boniqueta
- Casino Adebense

Las construcciones que también fueron muy importantes en el siglo pasado son: el calvario en la forma de culto y la fuente de lavar, que abastecía de agua al pueblo en los primeros lavaderos y en los últimos las mujeres iban a lavar la ropa.
Los molinos: los molinos más importantes del pueblo son:
- El molino de Català, que después pasa a ser el molino de Silleros, se trata de un molino particular instalado en la Botera.
- Molino de Mateu y Miquelo, situado en la C/ de la Font núm. 23, tenía todas las instalaciones necesarias, pozos, balsas de decantación, cuatro prensas de caracol y cuatro de barras.
- Molino de los Socios, era propiedad de: los Ferrer, los Sole (Veturiano), y Josep Vaquer (el Tit).
- Molino de la Venta de San Juan, era un molino privado que pertenecía a los Vaqueros más conocidos como (Estàssio).
- Molinos de Fredoi y de los Flare, también es un molino privado.
- Molino de los Primavera, se encontraba en la calle de Gaudí núm. 6, pertenecía a la familia de los Montlleó.
- Molino de Roda (Giné), pertenecía a la familia Giné, era el único molino con una muela de rueda que permitía prensar 5.000 kg de aceitunas diarias.
- Molino de Anton, estaba situado junto al hostal y al café Anton.
- Molino del Sindicato Católico Agrícola.
- Molino del Sindicato Agrícola de Batea, más conocido como molino de los pobres, fue construido por una asociación de campesinos.
- Molino de Pau-soldado, instalación familiar muy moderna, inaugurada en 1947 fabricada por la casa Baró, casa fuerte de Tortosa.
- Molino de la cooperativa agrícola de Batea se inaugura en 1961 por cien campesinos.

Pozo de nieve: los pozos de nieve eran importantes para conservar alimentos y aplicar a las contusiones de la gente, en Batea hay dos pozos de nieve:
- Pozo de nieve de caga-con-pena, estaba situado en el Jornou, hoy en día se ve transformado en chalet.
- Pozo de nieve de la plaza Mayor.

Los pozos de nieve tenían la función de mantener la nieve durante todo el año, esto se conseguía haciendo un subterráneo y depositando la nieve alternándola con capas de paja para evitar que se congelara. Los bateanos en años de frío extraían la nieve de su término y en años calurosos se desplazaban hasta los puertos de Horta.

### Guerra civil
Batea hace frontera con Aragón, estratégicamente es un punto clave, ya se había demostrado en otros conflictos, por eso la república instala la línea defensiva de Algars por si los nacionales intentan entrar en Cataluña.
En el ayuntamiento de Batea sale elegido un gobierno anarquista, concretamente la FAI, una de las primeras medidas fue destruir todos los motivos religiosos de la zona, los documentos eclesiásticos y se suspendieron los actos religiosos, los clérigos que se atrapan, es decir, no logran escapar, son ajusticiados. En las afueras de Batea, carretera de Nonasp está instalado el batallón Abraham Lincoln con su dirigente Robert Merryman.
El 1938, los nacionales expulsan a los republicanos de Aragón. Los republicanos abandonan a sus hombres, se crea una desbandada general, y muchos se quedan en las posiciones de la línea defensiva del Algars.
Los nacionales solo necesitan un día para dominar toda la línea defensiva.
Por la carretera Gandesa-Caseres es otra historia, los republicanos organizados en guerrillas atacan los campamentos de la Littorio (división Italiana). Normalmente estos ataques consisten en tirar granadas de mano y marcharse corriendo dispersándose por el término.
Al final, los nacionales dominan toda la franja derecha del río, mucha gente recuerda los hechos de la entrada de los nacionales, por parte del Ifni-Sahara, "estábamos en el mercado de la plaza mayor para comprar, de repente se sintió un enorme estruendo y después entraron en la plaza los moros, negros como el carbón, vistiendo capa y turbante de color blanco y Montando caballos".
Una de las primeras cosas que hicieron fue fusilar a todos los republicanos y posteriormente celebrar una misa.
Batea pasa a ser un importante reducto golpista, se instalan cuarteles de infantería, caballería e intendencia. En las afueras del pueblo (zona del polígono industrial) a la derecha de la carretera de Nonasp sentido Batea-Nonasp se instalan zonas de aparcamiento de carros de combate, tractores, camiones y tanquetas, se pueden apreciar desde t-36, panzer I, tanquetas fiat-ansaldo, etc. En algunas ocasiones el general Yagüe y el general Coco visitan las tropas del Pueblo de Batea.
Batea se declaró zona de hospitales de sangre, ya partir de este hecho, se instalan hospitales, uno de los más representativos es el del Centro Cultural Sant Isidre, donde se pone en práctica el método Trueta, ideado por el doctor Josep Trueta y Raspall, en algunas ocasiones el doctor Broggi viene a Batea para auxiliar a algunos heridos muy graves.

### Dictadura de Franco
Al terminar la guerra la vida en el pueblo sigue su curso bajo una dictadura en la que se prohíbe hablar el catalán, la agrupación de asociaciones, etc.

### Democracia
Con el fin de la dictadura franquista, la economía del pueblo sube, después hay una serie de flujos de migraciones en masa hacia la costa para trabajar en el mundo de los servicios, esto ocurre hacia los años sesenta y setenta. El otro gran flujo de migración se detecta en los años ochenta y noventa para trabajar en Barcelona, condicionando las Olimpiadas del 92, pero aunque muchos se quedan en sus destinos, muchos con el paso de los años vuelven a vivir en Batea.
La democracia, como en toda España desde finales del siglo XX, está instaurada en el pueblo. Durante estos años ha habido períodos con variabilidades políticas: el primer alcalde democrático fue de la UCD, después perduró un dominio de CIU durante 12 años y ahora la UPTA (Unión por la Terra Alta), que lleva 16 años en el pueblo. Desde la entrada de la democracia, se han construido diversas infraestructuras: un pabellón municipal, se ha logrado instituto propio, se han reformado todas las vías de comunicación en el pueblo, se ha construido una residencia, un centro de día y existen planes de crear un nuevo campo de fútbol y unas piscinas cubiertas.
En julio de 2017, el alcalde de Batea Joaquim Paladella, a título personal, propuso un referéndum para que Batea dejara de ser parte de la comunidad autónoma de Cataluña y pasara a formar parte de la comunidad autónoma de Aragón.

## Geografía
Situado en la Depresión Central Catalana, el municipio de Batea se encuentra en un monto o cerro de 376 m aproximadamente en su punto más alto. Su término municipal se compone de valles, montañas y la ribera del río Algars. Los puntos más altos están en el Tossal de les Forques 436 m, Punta del Mosquit 429 m y Punta Rodona 417 m.
El río Algárs, es el río que atraviesa el término municipal de Batea. Este lo hace, en su mayoría del tramo, recorriendo el límite municipal con Aragón. En el término de Batea, ocupa unas 1.135,05 ha, siendo el 53,33 % del total del río. Tiene un caudal regular y un recorrido con numerosos meandros; los cuales disfrutan los locales y los turistas durante el verano. Nace en los puertos de Tortosa-Beceite, entre los términos municipales de Beceite y Arnés, y se une al río Matarraña poco antes de que este llegue al río Ebro. El río Algárs está declarado como Reserva Natural Parcial (Xarxa Natura 2000). También la ribera del río Algars esta protegida como Zonas de Especial Protección para las Aves (ZEPA).

El clima de Batea es mediterráneo con tendencia continental.
La fauna que podemos encontrar en Batea es la típica fauna montañesa ibérica. Hay anfibios, aves, invertebrados, mamíferos, peces continentales y reptiles. En mamíferos podemos destacar la presencia de conejos, erizos comunes, jabalís, zorros, etc. En aves hay una gran variedad de especies, por ejemplo, alcaudón real, abejaruco europeo, abubilla, águila perdicera, alcaraván común, alcaudón común, alondra totovía, arrendajo, avión roquero, búho real, buitrón, jabalín. Las aves están protegidas al ser zona ZEPA. Debido al volumen de especies que se pueden observar y la tranquilidad con la que se pueden moverse, han surgido numerosos observatorios de aves privados.
La flora de Batea se combina entre cultivos y zonas boscosas. Generalmente los fondos de los valles están cultivados con viña, olivos (algunos centenarios), almendras, frutales, etc. Los altos de las montañas, por ser de difícil acceso, se conservan los pinares de pino carrasco. Aunque también podemos ver mezclas de coníferas y frondosas.
| Noroeste: Villalba de los Arcos                 | Norte: La Pobla de Massaluca | Noreste: Benisanet |
| Oeste: Aragón (Maella, Fabara, Nonaspe y Fayón) |                              | Este: Gandesa      |
| Suroeste:                                       | Sur: Caseres                 | Sureste: Bot       |

## Demografía
Cuenta con una población de 1877 habitantes (INE 2024).
| Gráfica de evolución demográfica de Batea entre 1842 y 2021                                                           |
| |
| Población de derecho según los censos de población del INE. Población de hecho según los censos de población del INE. |

| 1900 | 1930 | 1950 | 1970 | 1981 | 1986 | 2016 |
| ---- | ---- | ---- | ---- | ---- | ---- | ---- |
| 3233 | 2922 | 2585 | 2192 | 2088 | 2082 | 1967 |

## Economía

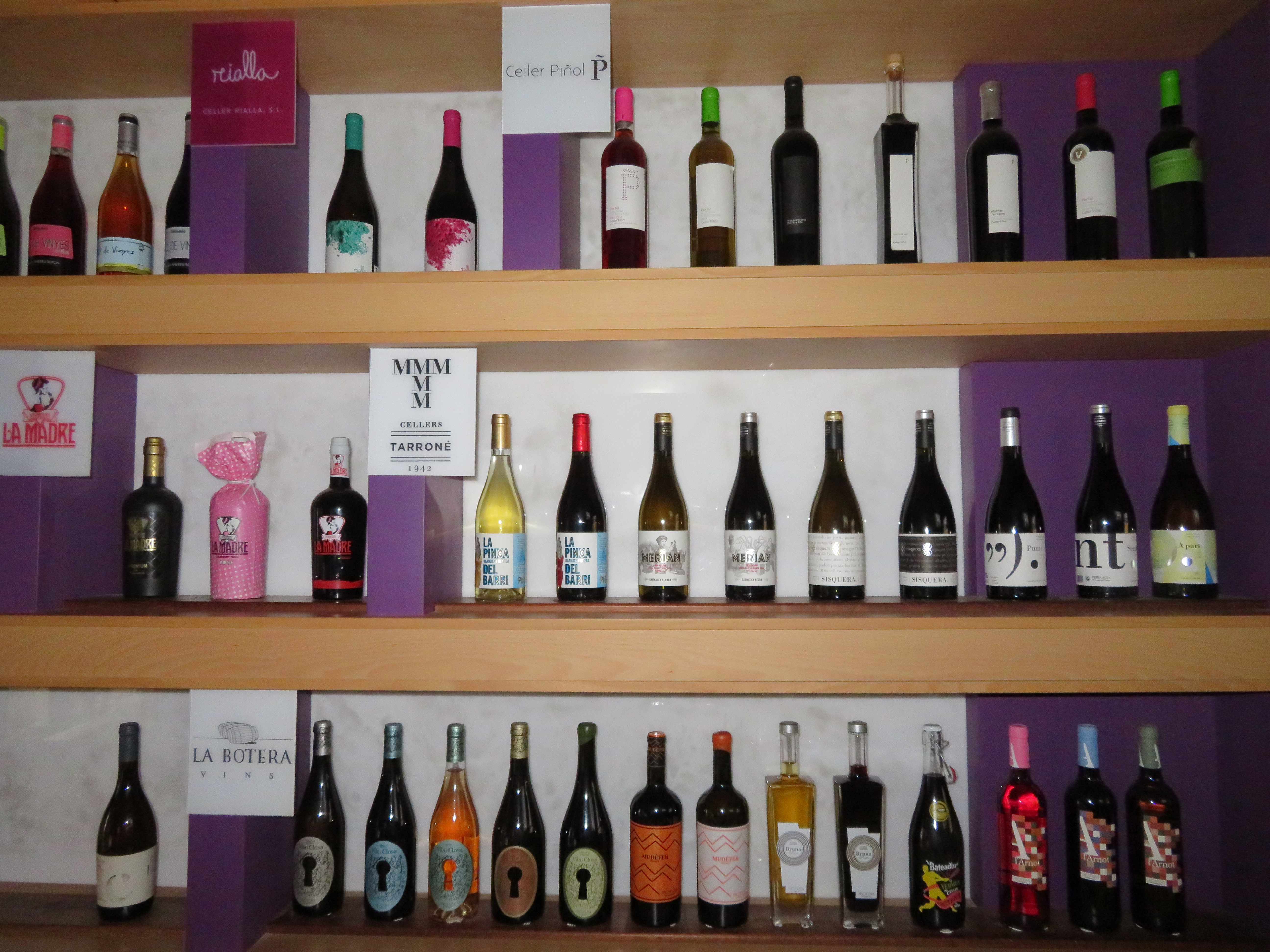
Vinos de las Bodegas de Batea y D.O. Terra Alta

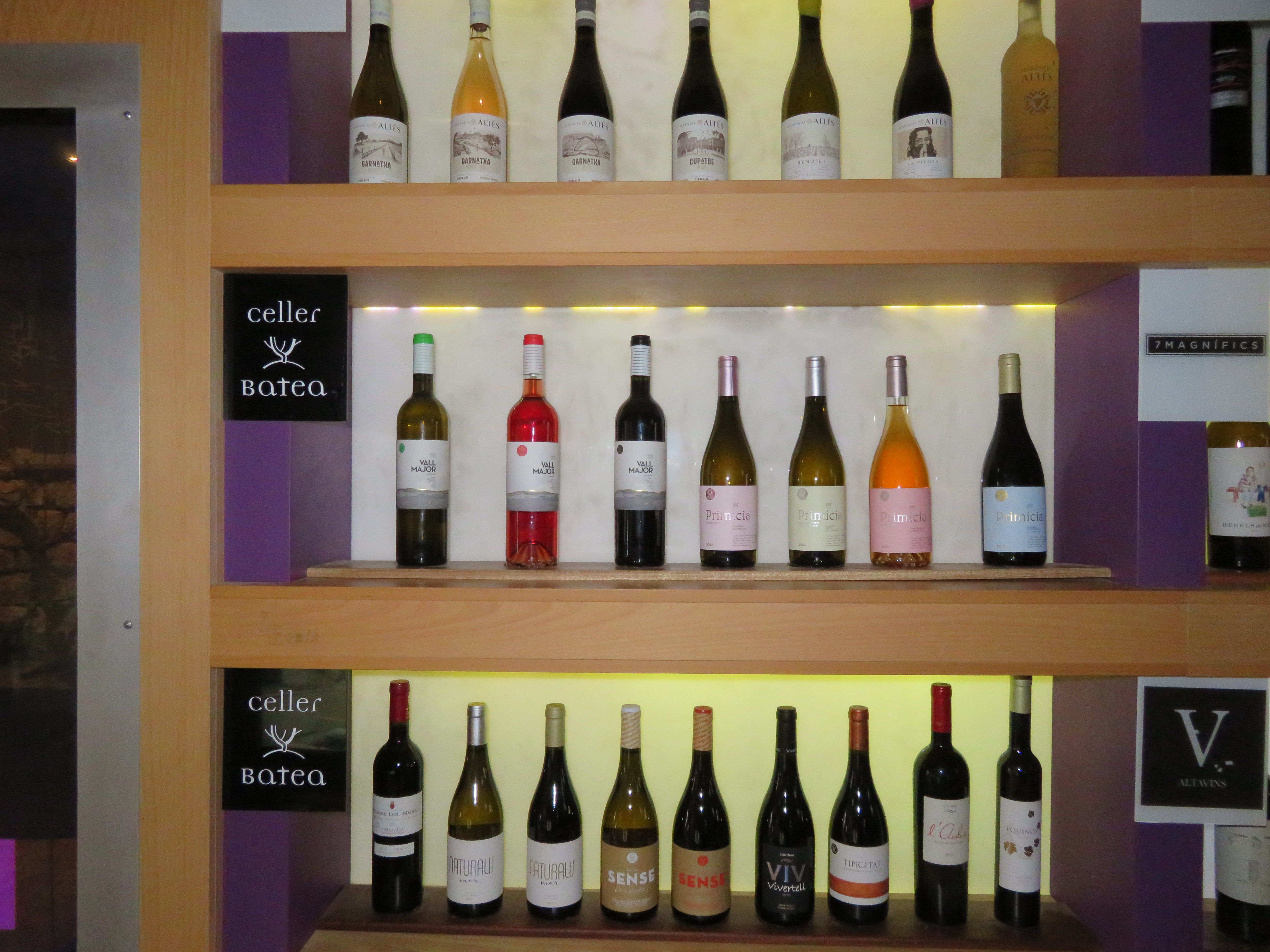
Vinos de las Bodegas de Batea y D.O. Terra Alta

El sector más importante en Batea es el primario, siendo el cultivo de la viña el más destacado. Pero también se cultivan frutales, olivares, barbechos, cereales, huertos de consumo privado, etc. Así mismo hay granjas de cerdos i aves (pollos y pavos).
En el sector secundario encontramos uno de los pilares de la economía del municipio de Batea, la fabricación de vino. La mayoría de su producción se encuentra con el sello de Denominación de Origen Terra Alta. A continuación está la lista de bodegas de Batea:
- ALTAVINS VITICULTORS
- BATEVINS
- CELLER BATEA
- CELLER VILANOVA
- CELLER MARIOL
- CELLER ARRUFÍ
- CELLER ALIMARA
- CELLER RIALLA
- CELLER LA BOTERA
- CELLER PIÑOL
- CELLERS TARRONÉ
- LA BRUIXA DEL MUDEFER
- LAFOU CELLER, SLViñedo, Vitis vinífera, Batea
- LES VINYES D'ANDREU - VALL DE VINYES
- MIGUEL TORRES
- VINS MAIJÓ
- VITICULTORS BATEANS
- VINS ALGARS

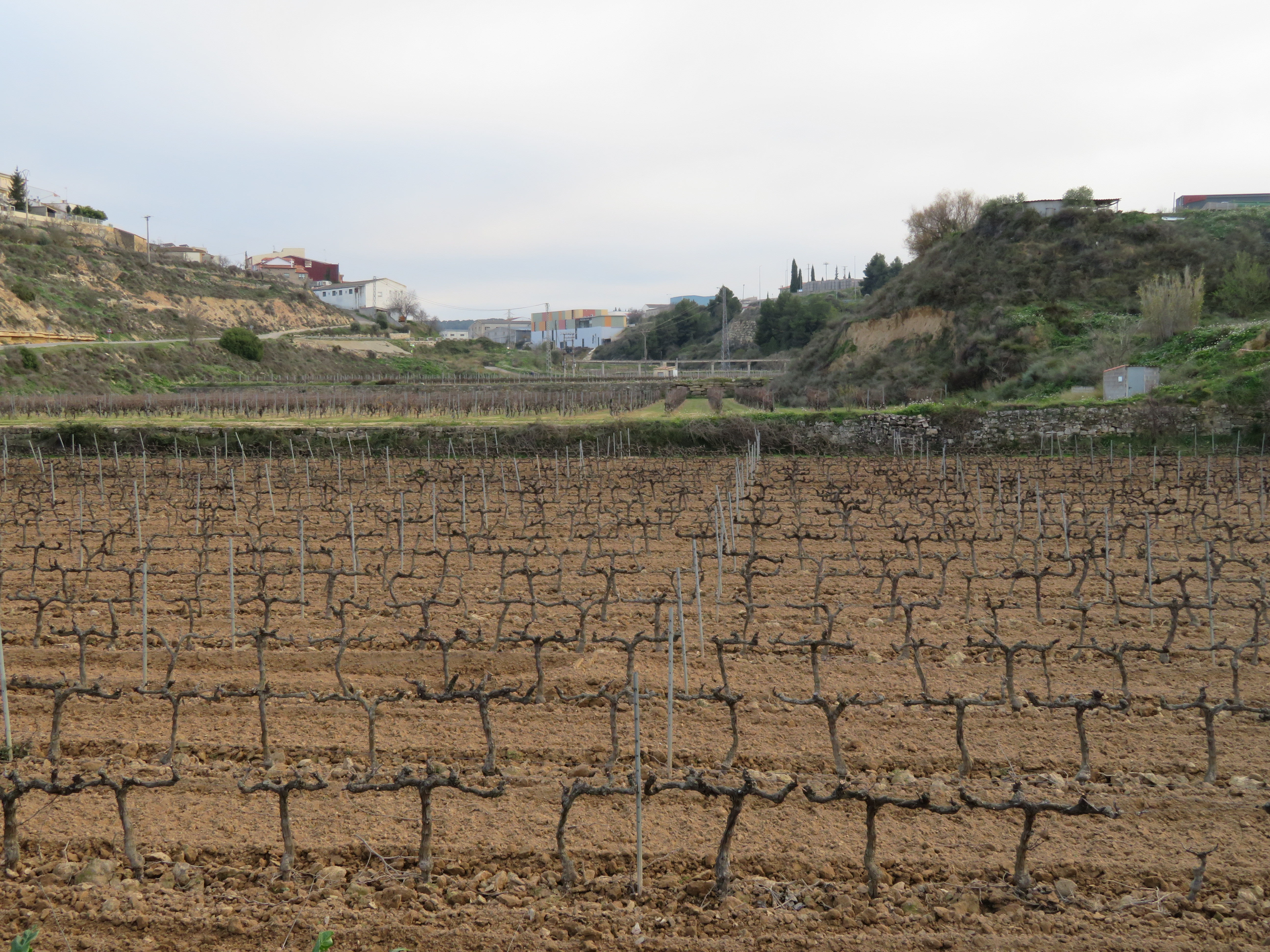
Viñedo, Vitis vinífera, Batea

Aparte de las bodegas hay una industria de fabricación de muebles, talleres mecánicos, etc.
En el sector terciario hay actividades extraescolares, actividades turísticas, supermercados y tiendas de proximidad, tiendas de ropa, zapatos y complementos, una floristería, panaderías, carnicerías, servicios informáticos, etc.

## Administración y política

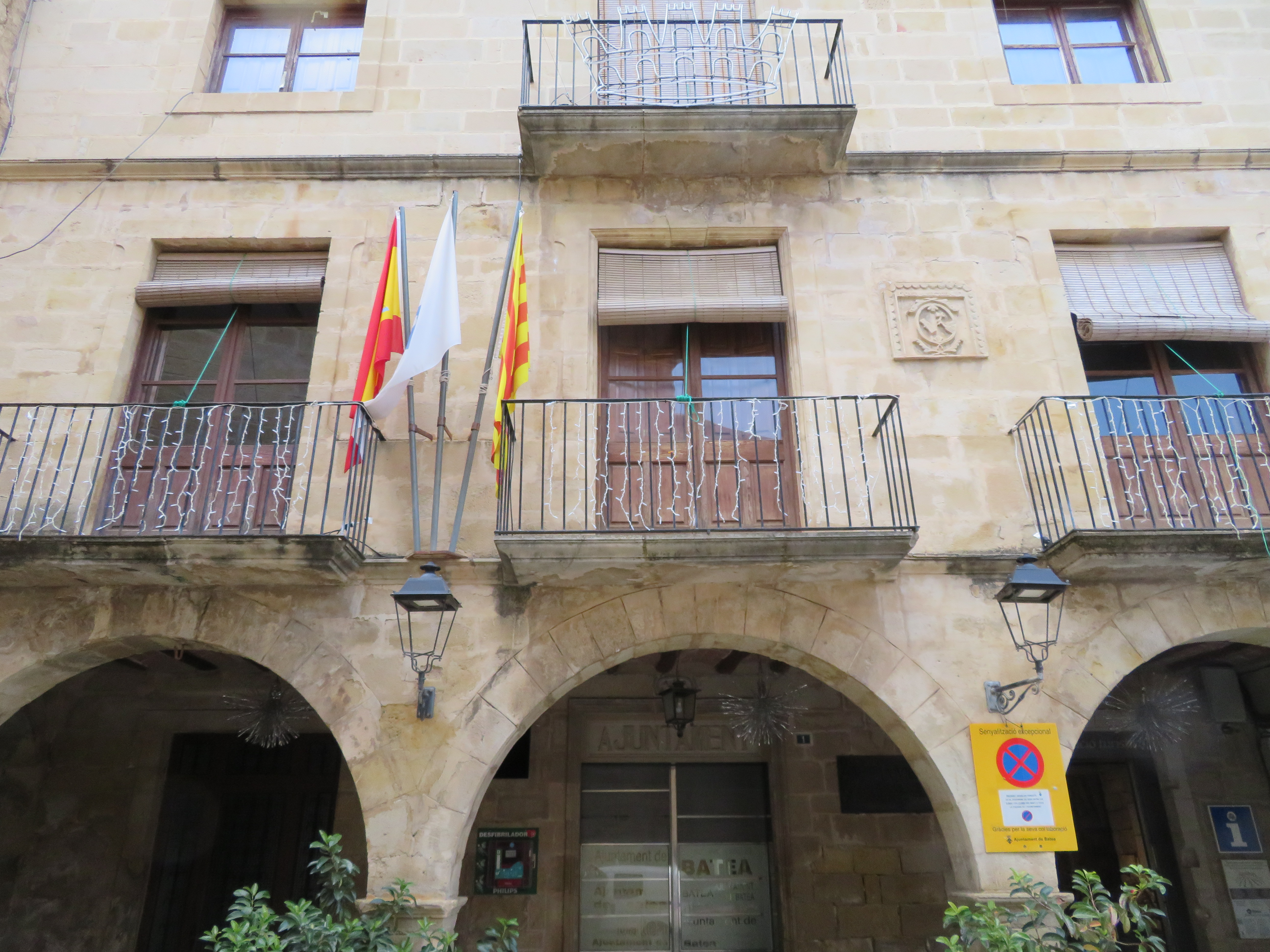
Ayuntamiento de Batea

Desde 1991 es alcalde Joaquim Josep Paladella Curto, por la lista Unió per la Terra Alta diputado por el Partido Socialista de Cataluña.
Lista de alcaldes y número de concejales por partido

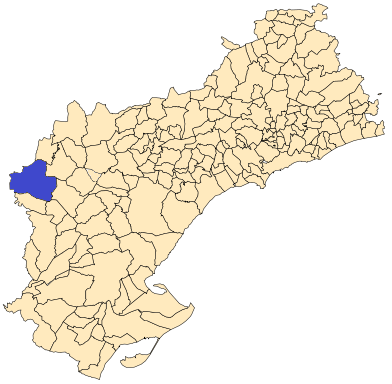
Situación de Batea en la provincia de Tarragona

| Junts | -      | -  | -  | -  | -  | -  | -  | -  | -  | -  | 3 | 3 |
| PSC | -      | 3  | 2  | 1  | 1  | 1  | 2  | 8  | 7  | 5  | 6 | 6 |
| PP | -      | 5  | -  | 3  | 2  | 2  | -  | -  | -  | -  | - | - |
| ERC | -      | -  | -  | -  | -  | -  | 0  | -  | -  | -  | - | - |
| CiU | -      | 3  | 7  | 3  | 2  | 1  | 3  | 3  | 1  | 1  | - | - |
| Altres | 6a; 5b | -  | 2c | 4d | 6e | 5e | 6d | -  | 3f | 3f | - | - |
| Total | 11     | 11 | 11 | 11 | 11 | 9  | 11 | 11 | 11 | 9  | 9 | 9 |
| a UCD; b Agrupación de Demócratas de Batea; c Unió de progrés municipal; d Unió per la Terra Alta; e Unió per la Terra Alta - FIC; f Cent per cent Batea |        |    |    |    |    |    |    |    |    |    |   |   |